# جزيرة جوندا
جزيرة جوندا التركية واحدة من جزر قضاء ايفاليك وعددها 22 جزيرة، وتسمى مدينة ايفاليك بمدينة الجزر، وهي تتبع لإدارة ولاية باليك اسير والتي تقع جنوب مرمرة، ويقع جزء من أراضيها في منطقة أجا، ويقع ساحلها في مرمرة وفي بحر ايجا.
جزيرة جوندا والتي تسمى أيضا بجزيرة علي بيه، تعتبر أكبر أرخبيل جزر أيفاليك في تركيا، وهي تقع على بعد 16 كيلومترا شرق ليسبوس، اليونان، حيث كانت موطنا لسكان يونانيين في عام 1922 عندما أصبح المقر الرسمي للأسقف الأرثوذكسية اليونانية الأرثوذكسي، وبعد معاهدة لوزان في عام 1923، أدى التبادل السكاني بين اليونان وتركيا إلى الاستعاضة عن سكان كوندا بأتراك كريتيين وأتراك من ليسبوس.
وتعتبر جوندا من الاماكن السياحية في تركيا التي يقصدها السياح للهرب من الحياة الروتينية، وضغوط العمل. اليوم، جزيرة جوندا هي مدينة من الشوارع المرصوفة بالحصى، بيوت حجرية جميلة مع مصاريع ملونة، بساتين شجرة الزيتون، ومطاعم الأسماك على طول طريق البحر، حيث تقدم جزيرة جوندا مجموعة كاملة من الأنشطة والمطاعم والشواطئ، والتسوق الطعام.
تحتوي هذه الجزيرة على العديد من الاماكن السياحية التي تستحق الزيارة، من اماكن تاريخية والاسواق الشعبية بالإضافة للشواطئ العديدة التي تمتلك رخصة العلم الازرق واشهرها هو الشاطئ الصافي، حيث ستجد المياه واضحة جدا بالإضافة إلى وجود العديد من الانشطة البحرية من رحلات القوارب البحرية ورحلات الغوص.
الجدير بالذكر هو ان عدد رواد هذه الجزيرة من السياح قليل نسبيا مقارنة مع بعض الاماكن السياحية الأخرى وذلك ما يجلعها مكان مثاليا للهرب من ضغوط الحياة، حيث يجهلها الغالبية من السياح القادمين من اجل السياحة في تركيا، وذلك بسبب وعورة الطريق نوعا ما، مع ذلك يتوفر هناك العديد من وسائل المواصلات المتاحة من وسط مدينة أيفاليك إلى الجزيرة.